# Grenadier (Manga)
Grenadier (jap. グレネーダー, Gurenēdā) ist eine Manga-Reihe von Sōsuke Kaise, die von 2003 bis 2005 veröffentlicht wurde. Der Manga wurde ins Deutsche und Englische übersetzt und als 12-teilige Animeserie adaptiert.

## Handlung
In der Feudalzeit leidet die Bevölkerung Japans unter den Grausamkeiten eines Bürgerkrieges, in dem sich die traditionellen Samurai und die Senshi, Krieger mit modernen Schusswaffen, erbarmungslos bekämpfen. Rushuna Tendo (天道 琉朱菜), ein 16-jähriges, hübsches Mädchen, ist von ihrer Kaiserin auf eine Reise geschickt worden, um die „ultimative Kampfstrategie“ zu verbreiten und den Kämpfen ein Ende zu setzen. Sie soll den Menschen begreiflich machen, dass man allein durch ein Lächeln den Kampfwillen des Gegners brechen kann und dadurch Blutvergießen vermeidet. Rushuna ist eine sehr talentierte Senshi, was sie auf ihrer Reise auch oft unter Beweis stellen muss. Dabei trifft sie den jungen Samurai Yajiro Kojima (虎島 弥次郎), der sich ihr anschließt.
Während Rushuna und Yajiro auf Reisen sind, findet in der Hauptstadt des Landes, Tento, unbemerkt eine Rebellion statt. Die weise Kaiserin Tenshi wird durch eine Doppelgängerin ersetzt, die das Gegenteil zur früheren Herrscherin ist. Sie will die Ordnung im Land durch Eroberung und den Einsatz von gefürchteten Grenadieren wiederherstellen. Zudem setzt sie ein Kopfgeld auf Rushuna aus, wodurch viele Banditen und die 10 Erleuchteten aus Tento, auch Blitzkämpfer genannt, hinter ihr her sind. Auf ihrer Reise schließt sich noch das kleine Mädchen Mikan Kurenai (紅 みかん) an. Gemeinsam meistern sie alle Gefahren, um schließlich in die Hauptstadt zurückzukehren und die Kaiserin zur Rede zu stellen.
Nach der Befreiung der echten Kaiserin muss Rushuna gegen Setsuna Oomido, der Doppelgängerin der Kaiserin, antreten. Rushuna kann sich auf der Reise gesammelten Erfahrungen zunutze machen. Auch Yajiro hat einen schweren Gegner. Er muss gegen seine alten Anführer Kaizan Doushi kämpfen. Beiden gelingt es jedoch, ihre Gegner durch die ultimative Kampfstrategie zu besiegen. Tenshi besteigt wieder den Thron und Rushuna, Yajiro und Mikan setzen ihre Reise fort.

## Veröffentlichungen
Der Manga erschien von 2003 bis 2005 im Manga-Magazin Shōnen Ace beim Verlag Kadokawa Shoten. Die Einzelkapitel wurden zwischen 1. Juli 2003 bis 26. Mai 2005 in sieben Tankōbon veröffentlicht.
Tokyopop brachte den Manga auf Englisch und von 2006 bis 2008 auf Deutsch heraus. Die Übersetzung stammt von Claudia Peter.

## Anime-Adaption
Bei der von Animationsstudios Group TAC und Studio Live produzierten Animeserie führte Hiroshi Kōjina Regie. Das Charakterdesign entwarf Hideki Inoue und die künstlerische Leitung übernahm Yukio Abe. Die Serie lief vom 15. Oktober 2004 bis zum 14. Januar 2005 kurz nach Mitternacht (und damit am vorigen Fernsehtag) beim japanischen Fernsehsender WOWOW.
Der Anime wurde auf Englisch durch Too Much For TV und auf Spanisch durch Buzz Channel ausgestrahlt. Eine französische Übersetzung wurde von Wakanim und Gong als Stream veröffentlicht. Außerdem wurde die Serie ins Russische, Chinesische und Polnische übersetzt. Eine deutsche Fassung erschien von Juli 2006 bis Oktober 2007 bei Tokyopop auf vier DVDs.

### Synchronisation
Die Synchronisation wurde, im Auftrag von Tokyopop, von dem Synchronstudio TV+Synchron in Berlin hergestellt.
| Rolle         | japanischer Sprecher (Seiyū) | deutscher Sprecher |
| ------------- | ---------------------------- | ------------------ |
| Rushuna Tendo | Mikako Takahashi             | Uschi Hugo         |
| Yajiro Kojima | Kazuya Nakai                 | Tommy Morgenstern  |
| Mikan Kurenai | Yuki Matsuoka                | Rubina Kuraoka     |
| Tenshi        | Chieko Honda                 | Giuliana Jakobeit  |
| König Furon   | Motoki Takagi                | Konrad Bösherz     |
| Teppa Aizen   | Nobuyuki Hiyama              | Karlo Hackenberger |
| Koto          | Noa Nagai                    | Ilona Brokowski    |
| Clown         | Kazuhiro Nakata              | Peter Flechtner    |

### Musik
Die Musik der Serie wurde komponiert von Yasunori Iwasaki. Die Vorspanntitel sind Kohaku von Mikuni Shimokawa und Akatsuki no Sora wo Kakeru von Hiromi Sato. Für den Abspann verwendete man Kanashimi ni Makenaide und Hana no Youni von den gleichen Künstlern.

## Rezeption
Der Anime bietet, so schreibt die AnimaniA zur deutschen Veröffentlichung der Serie, „unterhaltsame Samurai-Kost mit den Zutaten Comedy und Action, gewürzt mit einer guten Portion Fan-Service“ sowie ein „ausgeflipptes Mecha-Design“. Die Computeranimationen seien in den Kampfszenen gut eingesetzt, davon abgesehen wäre die Serie optisch eher einfach gehalten. Die deutsche Synchronisation sei bei den wichtigen Rollen gut besetzt.